# Яна Лабатова
Яна Лабатова (словац. Jana Labáthová, 27 вересня 1988) — словацька синхронна плавчиня.
Учасниця Олімпійських Ігор 2016 року, де в змаганнях дуетів разом з Надею Даабусовою посіла 22-ге місце.